# Jean Sauvage (chancelier)
Pour les articles homonymes, voir Jean Sauvage.
Jean Sauvage, Chevalier, seigneur d'Escaubeeck et Bierbeeck (1455 - 7 juin 1518) fut le dernier chancelier de Flandres et de Bourgogne sous Charles Quint. Il était aussi connu sous les noms de Jean Le Sauvage, Jean de Sauvage ou Ioannes Sylvagius .

## Biographie
Jean Sauvage est né à Lille en janvier ou février 1455 de Jean Sauvage (père) et d'Antoinette D'Oignies de Ligny. Il étudie le droit à l'Université de Louvain et obtient sa licence en 1478. En 1480, il devient commis aux finances et en 1489, il entre au Conseil de Flandre. En 1490, il est nommé membre du conseil de Flandre et en devient le président en 1497. Il devient chancelier du Brabant en 1509. Son accession à la chancellerie se fait avec le soutien de Guillaume de Croÿ. En 1515 Sauvage est fait Grand Chancelier de Bourgogne et en 1517 il devient Chancelier de l'ensemble des possessions de l'empereur Charles.
Au cours de sa carrière, Sauvage a rempli diverses missions diplomatiques. Il a négocié avec l'Angleterre l' Intercursus Malus de 1506 et son renouvellement en 1516. La même année, il a également aidé à négocier la paix de Noyon avec la France et le traité de Bruxelles entre le roi François Ier de France et l'empereur Maximilien Ier. Son plus grand succès est le traité de Cambrai (1517) , une alliance de Charles Ier d'Espagne avec François Ier et l'empereur Maximilien.
Il semble fortement que Sauvage partageait les valeurs d'humanistes chrétiens tels que Thomas More et Pieter Gillis . Il est notamment très lié avec Érasme dont il tente de lui obtenir des faveurs de la part de ses maîtres.
Sauvage meurt à Saragosse le 7 juin 1518. Il est inhumé à église Saint-Michel de Bruxelles. Il laisse plusieurs filles. Il avait épousé Jacqueline de Boulogne.